# Deepika Padukone
Deepika Padukone (* 5. ledna 1986 Kodaň) je indická herečka a modelka. Jejím otcem byl badmintonista Prakash Padukone. Během studií na vysoké škole se začala věnovat modelingu a postupně začala hrát v různých hudebních videoklipech. První větší filmovou roli dostala v roce 2007 ve filmu Om Shanti Om. Později hrála hlavní role v řadě dalších filmů, mezi které patří Karthik volá Karthikovi (2010), Koktejl (2012) nebo Bláznivé mládí (2013).